# 澤田正昭
澤田 正昭（さわだ まさあき、1942年6月19日 - 2022年5月3日）は、日本の考古学者、博士（学術）。専門は文化財の保存科学で、特に遺跡の保存と活用。古代壁画の分析と保存に関心をもつ。石川県出身。

## 学歴
- 1967年 - 金沢大学教育学部中等教育学科卒業。
- 1969年 - 東京藝術大学大学院美術研究科保存科学専攻修了。
- 1995年 - 京都工芸繊維大学より博士（学術）の学位を取得、学位論文の題は「考古資料としての木簡の真空凍結乾燥法を応用した保存処理、およびその物性評価に関する科学的研究」 [4]。

## 職歴
奈良国立文化財研究所埋蔵文化財センター遺物処理研究室長、同センター研究指導部長、同センター長を経る。
- 1996年 京都大学大学院人間環境学研究科教授(併任)。
- 2003年 筑波大学大学院人間総合科学研究科教授(世界遺産専攻)。
- 2006年 国士舘大学21世紀アジア学部教授。
- 2014年 東北芸術工科大学文化財保存修復研究センター長。

## 著書・編書
- 「金堂壁画と保存科学技術」（『法隆寺金堂壁画』朝日新聞社、1994年）
- 「文化財保存科学ノート」（近未来社、1997年）
- 「やきもの・顔料調査研究法」（『日本の美術400－美術を科学する』至文堂、1999年）

など

## 所属学会
- 日本文化財科学会（2006年～2010年の間、同学会会長を務める。）